# París-Tours 1992
La París-Tours 1992 fou la 86a edició de la clàssica París-Tours. Es disputà el 10 d'octubre de 1992 i el vencedor final fou el belga Hendrik Redant de l'equip Lotto-Mavic.
Era la desena cursa de la Copa del Món de ciclisme de 1992.

## Classificació general
|    | Ciclista                  | Equip               | Temps      |
| -- | ------------------------- | ------------------- | ---------- |
| 1  | Hendrik Redant (BEL)      | Lotto-Mavic         | 6h 07' 44" |
| 2  | Christian Henn (GER)      | Telekom-Merckx      | + 01"      |
| 3  | Olaf Ludwig (GER)         | Panasonic-Sportlife | + 10"      |
| 4  | Andrei Txmil (MDA)        | GB-MG Maglificio    | m. t.      |
| 5  | Laurent Jalabert (FRA)    | ONCE                | m. t.      |
| 6  | Phil Anderson (AUS)       | Motorola            | + 33"      |
| 7  | Laurent Brochard (FRA)    | Castorama           | + 34"      |
| 8  | Frans Maassen (NED)       | Buckler-Colnago     | m. t.      |
| 9  | Maurizio Fondriest (ITA)  | Panasonic-Sportlife | m. t.      |
| 10 | Edwig Van Hooydonck (BEL) | Buckler-Colnago     | m. t.      |